# 日本体育大学荏原高等学校
日本体育大学荏原高等学校（にっぽんたいいくだいがくえばらこうとうがっこう）は、東京都大田区池上八丁目に所在する私立高等学校。2016年4月1日より「日体荏原高等学校」から「日本体育大学荏原高等学校」に校名を変更した。

## 概要
1904年の創立以来、永きに渡って男子校だったが1998年からは男女共学校となり、制服も男子は詰め襟の学生服からネクタイ着用によるブレザースタイルへと変更になった。
通称は「バラ校」「エバラ｣（※1970年代 - 1990年代にかけ現役生だったOB、「荏原高校通り商店街」を中心とした近隣の地元住民やオールドファンの間では当時の校風や現役生たちの気質を反映した「薔薇校」の愛称で知られている）。
アスリートや体育系指導者を輩出する日本体育大学の系属校（日体大内部推薦枠を持つ高等学校）である。
尚、大正時代の旧制荏原中学時代には、旧制一高合格者数で上位にランクされたこともあった。
校名の「荏原」はかつての東京府荏原郡に因む。創立時の所在地は同郡大井村であり、現所在地の池上8丁目は旧荏原郡池上村にあたる。また校舎と挟んで位置するグラウンドや体育館は旧同郡矢口村（現大田区東矢口）である。いずれも現在の荏原（旧同郡平塚村）からは離れている。
体育会系運動部の部活動は盛んで、硬式野球部やハンドボール部の全国大会出場を始め、ラグビー部やゴルフ部、器械体操部や柔道部、ダンス部等が全国大会において実績を残している。
中でも硬式野球部は1968年の明治維新百年記念明治神宮野球大会の優勝を始め、春の選抜高等学校野球大会（第37回選抜高等学校野球大会・第41回選抜高等学校野球大会）、夏の全国高等学校野球選手権大会（第58回全国高等学校野球選手権大会）など甲子園に春2回、夏1回の出場を果たしている。
近年は翌春のセンバツ甲子園大会の選考大会である2012年秋季東京都高校野球大会でのベスト4や、2013年秋季東京都高校野球大会でのベスト8など伝統校復活の兆しを見せている。
日本体育大学の系属校であるが付属校ではないため、エスカレーター式による日本体育大学への進学はできない。系属校推薦の基準は、3年間クラブ活動（運動部）に在籍、評定、欠席日数、生活態度が良く模範となる生徒、基礎力テストの結果等を考慮して推薦者を決める。過去5年間の日本体育大学への入学者数は30 - 53人。また、系属校推薦を受けるのは全コースから可能だが、例年、体育コースの生徒が多数を占めている。

## 沿革
- 1904年 日本体育会会長の加納久宜によって荏原中学校設立（荏原郡大井村・現在の品川区立浜川中学校の一帯）。
- 1935年 失火により大井校舎を焼失、翌1936年蒲田区安方町（現校地）に移転。
- 1946年 世田谷区深沢に移転（現日本体育大学深沢校舎）。
- 1947年 世田谷区の委託校として新制荏原中学校を設置、翌1948年には荏原高等学校も開校。
- 1949年 大田区安方町の旧校地に復帰、中学校の委託契約を解除（在校生は世田谷分校として深沢に残留し1951年に閉校）。
- 1952年 中学校を募集停止。
- 1954年 商業科を設置。
- 1966年 日体荏原高等学校と改称。
- 1985年 ゴルフ部が第6回全国高等学校ゴルフ選手権大会にて優勝[3]。
- 1986年 ゴルフ部が第7回全国高等学校ゴルフ選手権大会にて優勝。
- 1991年 体育系大学への進学目指す「体育コース」を増設、ゴルフ部が第12回全国高等学校ゴルフ選手権大会にて優勝。
- 1992年 ゴルフ部が第13回全国高等学校ゴルフ選手権大会にて優勝。
- 1993年 商業科を募集停止、ゴルフ部が第14回全国高等学校ゴルフ選手権大会にて優勝。
- 1998年 男女共学化。
- 2016年
  - 柔道部が、第38回全国高等学校柔道選手権大会男子団体にて優勝。
  - 校名を「日本体育大学荏原高等学校」に変更。

## 設置課程
- 全日制
  - アドバンストコース
  - アカデミックコース
  - スポーツコース

## 交通
出典 : 
電車
- 東急多摩川線「矢口渡駅」より徒歩7分
- 東急池上線「池上駅」より徒歩15分。

バス
| 乗車駅     | 系統             | 下車停留所              | 運行事業者 |
| ---------- | ---------------- | ----------------------- | ---------- |
| 五反田駅   | 反01             | 「池上八丁目」、徒歩3分 | ■東急      |
| 武蔵新田駅 | たまちゃん       | 「池上八丁目」、徒歩3分 | ■東急      |
| 蒲田駅     | 蒲11             | 「池上八丁目」、徒歩3分 | ■東急      |
| 蒲田駅     | 蒲01・井03・品94 | 「池上六丁目」、徒歩3分 | ■東急      |

## 学園祭
「荏原祭」と呼ばれ毎年9月に行われる。また、同名で体育祭も「荏原祭」に分類される。

## 部活動

### 最重点強化種目（運動部）
- 硬式野球部 - 1905年 創部
- 柔道部 - 1960年 創部

### 重点強化種目（運動部）
- 剣道部 - 1964年 創部
- サッカー部 - 1969年 創部
- 水泳部 - 昭和初期 創部
- 男子バスケットボール部 - 1956年 創部

### 体育局（運動部）
- アメリカンフットボール部 - 1975年 創部
- 器械体操部 - 1963年 創部
- 弓道部 - 1954年 創部
- ゴルフ部 - 1975年 創部
- 女子ソフトボール部 - 2011年 創部
- 女子バスケットボール部 - 1998年 創部
- スキー部 - 1956年 創部
- 相撲部 - 2012年 創部
- 男子バレーボール部 - 1956年 創部
- ダンス部 - 2014年 創部
- チアリーディング部 - 2010年 創部
- テニス部 - 1985年 創部
- 軟式野球部 - 不明
- バドミントン部 - 不明
- パワートレーニング部 - 2011年 創部
- バレーボール部 - 1970年 創部
- ボウリング部 - 1998年 創部
- ラグビー部 - 1948年 創部
- ライフセービング部[6]

### 学芸局（文化部）
- 軽音楽部 - 2011年 創部
- 吹奏楽部 - 1985年 創部
- 美術部 - 1998年 創部

### サークル
- マルチメディアサークル - 2020年 創部

## 著名な出身者
- 小林毅二（元プロ野球審判員。セリーグ審判部前部長）
- 三上良二（映画監督） - 旧制荏原中学校卒
- 小原健（映画監督）
- 正邦宏（俳優） - 旧制荏原中学校卒
- 高木永二（俳優） - 旧制荏原中学校卒
- 狩野明男（衆議院議員・参議院議員） - 旧制荏原中学校卒
- 中澤不二雄（明大卒、元天勝野球団選手・大連満州クラブ選手兼監督明大卒、初代パリーグ会長） - 旧制荏原中学校卒
- 佐藤弘道（日体大卒、元NHKおかあさんといっしょ・10代目体操のおにいさん）
- 中田大輔（日体大卒、トランポリンシドニーオリンピック日本代表）
- 西川哲（プロゴルファー・菊池桃子の元夫）
- 伊沢利光（プロゴルファー）
- 丸山茂樹（日大卒、プロゴルファー）
- 立山光広（プロゴルファー）
- 細川和彦（プロゴルファー）
- 小林富士夫（プロゴルファー）
- 森川智之（声優、ナレーター）
- 川口啓太（明大卒、元明大野球部監督・現明大商学部准教授 / 日大一高から入学）
- ヒロ・マツダ（プロレスラー）
- マティ鈴木（プロレスラー）
- 横沢三郎（明大卒、元セネタース監督、元プロ野球審判員。パリーグ審判部元部長）
- 大貫賢（元宝塚野球協会・セネタース初代主将）
- 戸田吉蔵（元プロ野球選手）
- 渡部弘（元プロ野球選手）
- 浜田義雄（元プロ野球選手）
- 桑田武（中大卒、元大洋選手）
- 幸田優（元プロ野球選手）
- 宮寺勝利（東洋大卒、元巨人・西鉄・太平洋選手）
- 原田治明（元巨人選手）
- 萩原康弘（中大卒、元巨人・広島・ヤクルト選手）
- 今野隆裕（元ロッテ、中日選手）
- 丹波健二（元ロッテ選手）
- 柴田大地（プロ野球選手）
- 高橋成夫（水泳選手）
- 大後栄治（神奈川大学教授・陸上競技部監督、箱根駅伝優勝2回）
- 三瓶将廣（自転車競技・BMX選手）
- 仲川輝人（サッカー選手）
- 安藤菜緒（女子ラグビー選手）
- 鈴木美緒（女子ラグビー選手）
- 坪井美月（女子ラグビー選手）
- 石井勇輝（ラグビー選手）
- 石本拓巳（ラグビー選手）
- 杉本大虎（柔道選手）
- 藤原崇太郎（柔道選手）
- 原田健士（柔道選手）
- 塚本綾（柔道選手）
- グリーンカラニ海斗（柔道選手）
- 横川尚隆（ボディビルダー）[7]
- 宮坂七海（射撃選手、剣道家）
- 畠田瞳（体操選手）
- 池谷和志（中退）（お笑い芸人）
- 下村青（俳優）
- 川﨑祥吾（オートバイレーサー）
- 神山隆志（プロゴルファー、日神ホールディングス代表取締役）